# Montañas Dabie
Las montañas Dabié (en chino:大别山, pinyin:Dàbié Shān) son la mayor cordillera de la región central de la República Popular China. Se extienden de noroeste a sureste y son la principal cadena montañosa que separa las cuencas de los ríos Huai y Yangtsé. También marcan la frontera entre la provincia de Hubei y sus vecinas Henan (al norte) y Anhui (al este).
El oeste de las montañas tiene una elevación de solo 400 m, aunque existen unos pocos picos que sobrepasan los 900 m. La zona oriental de la cordillera es más alta, tiene una media de más de 1000 m. El pico más alto es la montaña Huo, de 1774 m.

## Características
La gama de montañas es muy boscosa (cerca del 85%) con grandes campos de bambú, roble y sobre todo alcornoques por esa razón esta parte de China es productora de corchos. La región es muy pobre y sobre existe de la agricultura, el arroz y el té predominan aquí. 
La temperatura media anual es de 12C, máxima 18C y mínima 8C, las temperaturas extremas van de -16C a 37C. La precipitación media es de 1832mm, y entre 1400-1600 horas de sol.
El principal transporte es por los ríos, algunas vías férreas cruzan las partes bajas de la gama. En 2009 se inauguró el tren de alta velocidad que conecta las ciudades de  Hefei y Wuhan por la cual se necesitó construir túneles para circular en las montañas.
Geológicamente, la gama es una estructura compleja, a sus alrededores se ejecutan terremotos. A finales de 2005, un terremoto de magnitud 5,7 con epicentro en la esquina noroeste de la provincia de Jiangxi, al sur de la ciudad Jiujiang se desarrolla matando al menos a 15 personas, cientos de heridos y destruyó casas, este terremoto se sintió incluso en Wuhan.
Existe una parque, el cual es una atracción turística importante en la parte más alta de las montañas. El área total del parque es de 300 km². Situado en la provincia de Hubei, condado Luotian, cerca de la frontera con la provincia de Anhui, el parque está a unos 68 kilómetros del condado Luotian administrado por la ciudad Huanggang a 210 kilómetros de la capital provincial de Hubei, Wuhan.

## Galería
Como se puede ver en estas fotos, estas montañas son famosas por las azaleas que florecen en primavera:

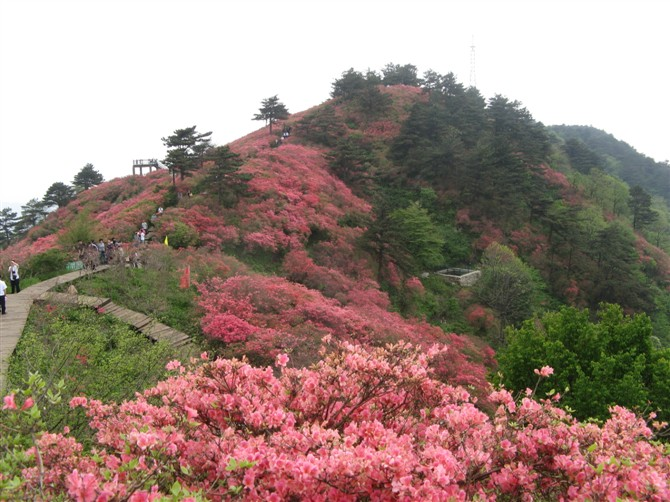
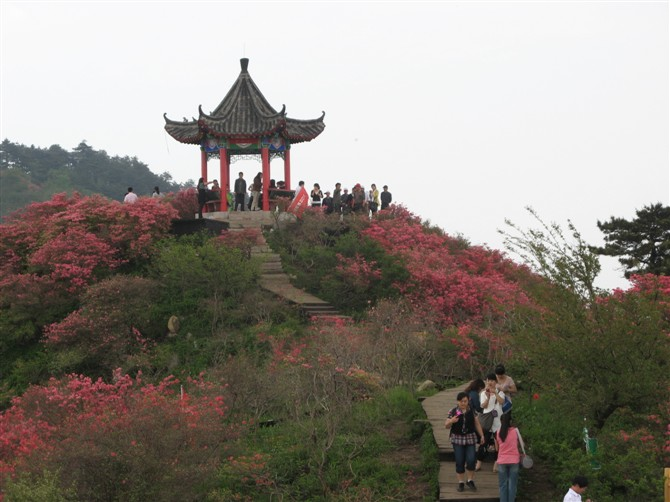
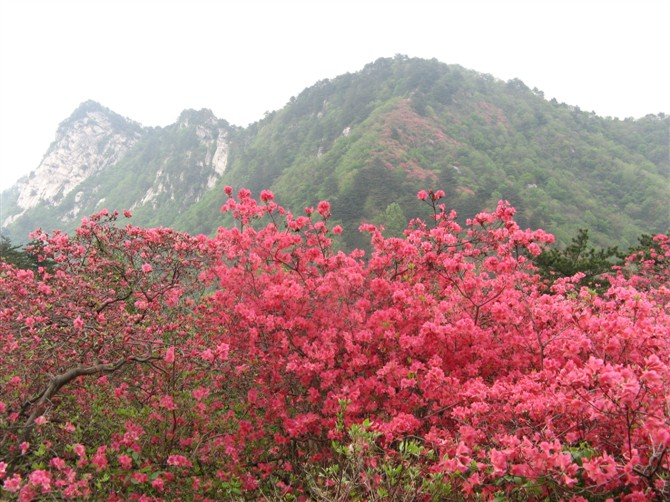
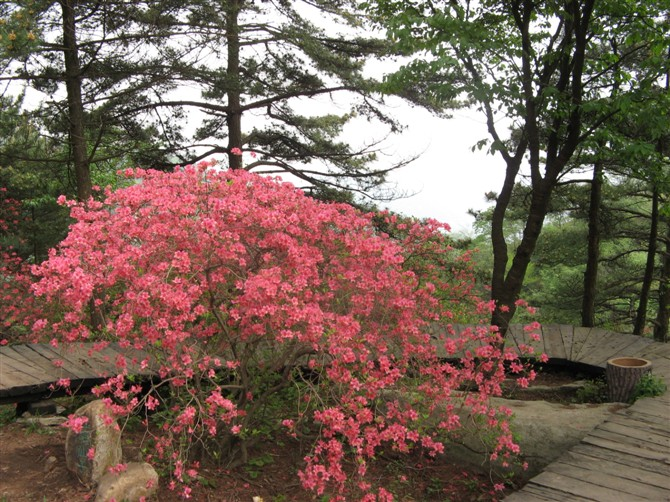
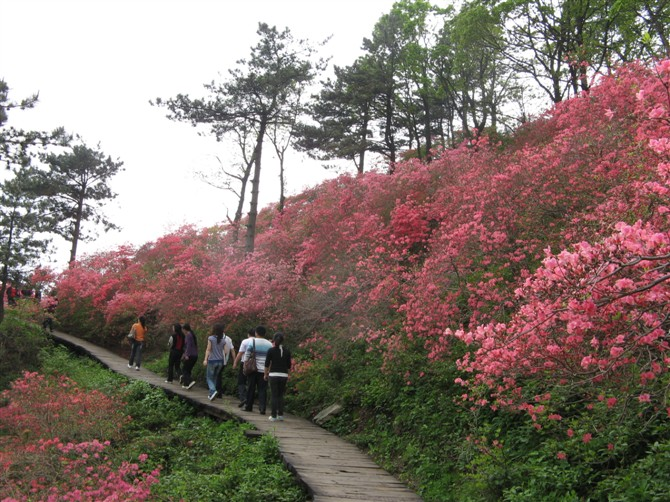
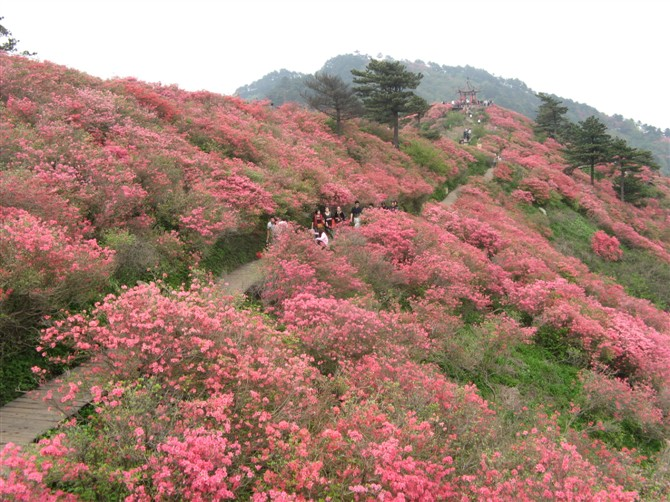

## Tal vez te interese
- Batalla de Wuhan: batalla en la segunda guerra sino-japonesa.
- Ciervo almizclero: mamífero que solo habita en esta zona.
- Pino chino: planta que habita aquí.